# Haus der Kulturinstitute
Het Haus der Kulturinstitute is gelegen in de Meiserstraße 10 in de Beierse hoofdstad München en is onderdeel van het Kunstareal München.
Het pand is een voormalig kantoorgebouw van de NSDAP dicht bij de Königsplatz. Het Haus der Kulturinstitute biedt onderdak aan zeven kunstmusea en -instellingen:
- Staatliche Antikensammlungen en Glyptothek (directie)
- Staatliche Graphische Sammlung
- Staatliches Museum Ägyptischer Kunst (directie)
- Museum für Abgüsse Klassischer Bildwerke
- Institut für Ägyptologie van de Ludwig-Maximilians-Universität München
- Institut für Klassische Archäologie van de Ludwig-Maximilians-Universität München
- Zentralinstitut für Kunstgeschichte